# Walter Link (Regierungspräsident)
Walter Link (* 21. März 1944 in Koblenz; † 15. März 2015) war ein deutscher Beamter und Politiker (CDU).

## Leben und Beruf
Link wuchs in Kobern und Bad Münster am Stein auf. 1964 legte er in Sasbach sein Abitur ab. Er studierte Jura in Mainz und Freiburg. Nach dem Referendariat legte er die zweite juristische Staatsprüfung ab. 1973 übernahm Link eine Stelle als Referent im Kultusministerium des Landes Rheinland-Pfalz. 
Link war verheiratet und hatte drei Kinder. Kurz vor seinem 71. Geburtstag verstarb er an einer seltenen neurologischen Erkrankung.

## Politik
1976 ging er in die Staatskanzlei, dort leitete er zunächst das Büro des Ministerpräsidenten, später war er Referatsleiter in der Zentralabteilung.
1982 wurde Link vom Kreistag zum Landrat des Landkreises Südliche Weinstraße gewählt, sein Amt trat er am 1. Februar 1982 an. In seiner Amtszeit engagierte er sich für die Kulturförderung, Dorfentwicklung und Naturschutz im Landkreis, baute die grenzüberschreitende Zusammenarbeit aus und bildete eine Partnerschaft mit Cyeru in Ruanda. Auf seine Initiative geht auch die Grenzlandmedaille und die Gründung des Vereins zum Schutz und zur Pflege von Natur und Landschaft an der SÜW zurück.
1988 wurde Link von Ministerpräsident Walter Wallmann zum Regierungspräsidenten in Darmstadt berufen. Nach der Abwahl der schwarz-gelben Regierung schied er 1991 aus diesem Amt aus.
Kurz darauf wurde er von Werner Münch zum Leiter der Staatskanzlei in Sachsen-Anhalt berufen, auch unter Christoph Bergner hatte er dieses Amt inne. Nachdem er auch dort aufgrund eines Regierungswechsels ausscheiden musste, berief ihn Bernhard Vogel zum Staatssekretär im Thüringer Ministerium für Wirtschaft und Infrastruktur. 1999 schied er auf persönlichen Wunsch aus diesem Amt aus.

## Private Tätigkeit nach der Politik
Nach seiner aktiven Laufbahn ließ sich Link 1999 zunächst in Bensheim nieder, später zog er nach Bingen am Rhein, wo er zuletzt lebte. Zunächst war er in einem Anwaltsbüro tätig, später war er Geschäftsführer der CDU-Landtagsfraktion im rheinland-pfälzischen Landtag.